# Gaius Norbanus Flaccus
Gaius Norbanus Flaccus was een Romeins politicus en generaal in de 1e eeuw v. Chr.

## Biografie
In 42 v. Chr. werd Norbanus Flaccus samen met Decidius Saxa aangesteld door het Tweede triumviraat om de moordenaars van Julius Caesar op te sporen in Macedonië. Het tweetal kreeg de leiding over acht legioenen. Nabij de plaats Philippi ontmoette het Romeinse leger het gecombineerde leger van Marcus Iunius Brutus en Gaius Cassius Longinus. De troepen van Norbanus en Saxa waren in de minderheid en waren genoodzaakt zich terug te trekken naar Amphipolis. Ze wachtten tot het leger van Marcus Antonius arriveerde om met de tegenstanders af te rekenen. Voor de bewezen diensten van Norbanus Flaccus voor het triumviraat werd hij in 38 v. Chr. benoemd tot consul. Hij vervulde deze positie samen met Appius Claudius Pulcher.